# Новое Щербинино
Но́вое Щерби́нино — деревня в Павловском районе Нижегородской области. Входит в состав городского поселения Рабочий посёлок Тумботино.

## География
Деревня находится в западной части Нижегородской области, на первой надпойменной террасе реки Ока.

### Часовой пояс
Деревня Новое Щербинино, как и вся Нижегородская область, находится в часовой зоне МСК (московское время). Смещение применяемого времени относительно UTC составляет +3:00.

## Население
| 2002 | 2010 |
| ---- | ---- |
| 109  | ↘98  |